# Carl Gershman
Carl Gershman (ur. 20 lipca 1943) - prezydent National Endowment for Democracy (NED) od powstania organizacji w 1984 roku. Pełnił funkcję przedstawiciela USA do Komitetu Praw Człowieka ONZ podczas pierwszej kadencji Ronalda Reagana.
Podczas wywiadu w 2006 roku Gershman stwierdził, „muszę przyznać, że za młodu byłem pewnym rodzajem socjaldemokraty; dzisiaj naprawdę jestem demokratą. Jestem bezstronny, staram się łączyć Demokratów i Republikanów w USA”. Gershman był dyrektorem wykonawczym Socjaldemokratów USA (SDUSA) od 1975 do 1980, wcześniej pełniąc funkcję oficera Socjalistycznej Ligi Młodych Ludzi (YPSL). Między 1965 a 1967 pracował w Pittsburghu przy Wolontariuszach w Służbie dla Ameryki (VISTA), organizacji będącej krajową wersją Korpusu Pokoju. Ukończył szkołę średnią na Horace Mann Preparatory School, studia na Yale i Graduate School of Education na Harvardzie.

## Edukacja i VISTA
Carl Gershman urodził się 20 lipca 1943 w Nowym Jorku. W 1961 ukończył Horace Mann Preparatory School w dzielnicy Riverdale w Bronksie z wyróżnieniem magna cum laude. Jako student na uniwersytecie Harvarda działał w Radzie Yale Praw Obywatelskich i pracował charytatywnie w Missisipi i Alabamie. W 1965 zdobył bakalaureat z wyróżnieniem magna cum laude na Yale, następnie zostając członkiem honorowego bractwa Phi Beta Kappa. W latach 1965–67 pracował w VISTA, zdobywając następnie Magister Oświaty na Harvardzkim Graduate School of Education w 1968 roku. Między 1969 a 1971 był dyrektorem badań w Instytucie A. Philipa Randolpha, pomagając przy pracach dyrektora Bayarda Rustina.

## Komitet Młodzieżowy dla Pokoju na Bliskim Wschodzie
W 1968 pracował w departamencie badawczym B’nai B’rith, następnie na Radzie Rządzącej Amerykańskiego Komitetu Żydowskiego. Od 1969 do 1974 pracował w kolejności jako dyrektor badań, wiceprezes i dyrektor wykonawczy Komitetu Młodzieżowego dla Pokoju na Bliskim Wschodzie oraz jako redaktor dziennika Crossroads.
W 1972 wraz z Irvingiem Howe’em zredagował kolekcję pt. Israel, the Arabs and the Middle East. Pracował w radzie wydawniczej magazynu Dissent, który redagował Howe.

## Amerykańska socjaldemokracja: YPSL i SDUSA
W latach 1970–74 Gershman był przewodniczącym narodowym Socjalistycznej Ligi Młodych Ludzi i sekcji młodzieżowej Socjalistycznej Partii Ameryki. Pełnił funkcję wiceprezesa, współprzewodniczącego i następnie prezesa YPSL. Jako wiceprezes na grudniowej konferencji organizacji w 1972 roku przedstawił 13-stronne pismo żądające, by reżim Fidela Castro zaprzestał finansować ruchy partyzanckie i „poluźnił więzy represji”. Pismo zostało przyjęte i alternatywny dokument apelujący o uznanie rządu kubańskiego przez USA został odrzucony. YPSL krytykowało „Nową Politykę” George’a McGoverna, która doprowadziła do utraty 49 z 50 stanów w wyborach przeciwko Richardowi Nixonowi w 1972 roku.
Podczas Konwencji Partii Socjalistycznej w grudniu 1972 Gershman przedstawił międzynarodowy program, który został przyjęty dwoma głosami z jednym sprzeciwem. Odrzucony program alternatywny Michaela Harringtona żądał natychmiastowego wycofania wojsk amerykańskich z Wietnamu, natomiast rezolucja większości była za wynegocjowaniem porozumienia pokojowego. Podczas konwencji Partia Socjalistyczna zmieniła swoją nazwę na Socjaldemokraci, USA (SDUSA) głosem 73 przeciwko 34. Harrington wycofał się z SDUSA i stworzył Demokratyczny Socjalistyczny Komitet Organizacyjny (DSOC) w 1973 roku. W 1975 roku Gershman opublikował monografię na temat polityki zagranicznej amerykańskiego ruchu roboczego.
Gershman został przewodniczącym SDUSA, pełniąc funkcję dyrektora wykonawczego od 1975 do 1980 roku. W 1980 uczestniczył w debacie z Harringtonem na temat polityki zagranicznej.

## ONZ: Komitet Praw Człowieka
Gershman reprezentował USA podczas rządów Reagana. Wraz z innymi członkami SDUSA został nazwany socjalistą departamentu stanu przez Massinga w 1987, który uważał, że polityka zagraniczna Reagana była prowadzona przez Trockistów, zarzut później uznany za mit przez Lipseta w 1988 roku.

## National Endowment for Democracy
Gershman pełni funkcję prezydenta NED od 1984 roku. Podczas przemowy w 1982 w Pałacu Westminsterskim Prezydent USA Reagan zaproponował inicjatywę „popierania infrastruktury demokracji: system wolnych mediów, związków, partii politycznych, uniwersytetów.” Rząd USA zlecił Amerykańskiej Fundacji Politycznej poprzez Agencję Stanów Zjednoczonych dla Międzynarodowego Rozwoju (USAID) badanie promowania demokracji, co ostatecznie mianowano „Programem Demokratycznym.” Program zalecał stworzenie bezstronnej, prywatnej, niemającej na celu zysk korporacji nazywającej się National Endowment for Democracy (NED). Aczkolwiek nie była to organizacja rządowa, NED było głównie fundowane rocznymi dotacjami od rządu USA i podlegało nadzorowi kongresowemu.
Kongres powołał NED na mocy ustawy w 1983 roku. Komitet Spraw Zagranicznych Izby Reprezentantów wprowadził legislację mającą na celu dostarczenie dodatkowego ufundowania dla NED w wysokości 31,3 milionów $ w ramach Aktu Autoryzacji Departamentu Stanu (H.R. 2915). Część legislacji stanowiła kwota licząca 13,8 milionów $ dla Instytutu Wolnych Związków Zawodowych, filii AFL-CIO, z czego większość poszła na wsparcie polskiej Solidarności. Kolejne 2,5 miliona $ przeznaczono na filię Izby Handlowej USA i po 5 milionów $ dla instytutów dwóch partii. Raport konferencyjny dotyczący H.R.2915 został uchwalony przez Izbę Reprezentantów 17 listopada 1983 i przez Senat następnego dnia. 18 listopada 1983 w Dystrykcie Kolumbii wniesiono artykuły inkorporacji utrwalające NED jako organizację nienastawioną na zysk.
W swojej strukturze NED funkcjonuje jak fundacja dotacyjna, która dystrybuuje środki do prywatnych organizacji pozarządowych mających na celu wspieranie demokracji za granicą. Blisko połowa rocznych dotacji NED jest przekazywana czterem organizacjom: Amerykańskiemu Centrum Międzynarodowej Solidarności Roboczej (ACILS), Centrum Międzynarodowej Przedsiębiorczości Prywatnej (CIPE), Narodowemu Demokratycznemu Instytutowi Spraw Międzynarodowych (NDI) i Międzynarodowemu Instytutowi Republikańskiemu (IRI). Druga połowa dotacji jest rocznie wydawana na setki zagranicznych organizacji pozarządowych wnioskującym o wsparcie.

## Nagrody
Po obaleniu komunizmu w Polsce nowy rząd polski przyznał Gershmanowi Krzyż Kawalerski Orderu Zasługi Rzeczypospolitej Polskiej. Otrzymał także nagrody od Rumunii oraz Chińskiej Fundacji Edukacji Demokratycznej. Otrzymał nagrodę The Light of Truth Award od Międzynarodowej Kampanii dla Tybetu. Otrzymał Nagrodę Prezydencką od George Washington University.